# 더럼 스티븐스
더럼 화이트 스티븐스(영어: Durham White Stevens, 1851년 2월 1일~1908년 3월 25일)는 미국의 외교관이었다. 일본 제국 외무성과 통감부에서 일했다. 한국 이름은 수지분(須知芬 또는 須知分)이다. 1908년 3월 23일 장인환과 전명운의 저격으로 총상을 입고 이틀 뒤 사망했다.

## 어린 시절
스티븐스는 미국 워싱턴 D.C.에서 태어났다. 오벌린 칼리지에 들어가 1871년에 졸업했으며, 컬럼비안 대학교와 하워드 대학교에서 법학을 공부하고 1873년에 워싱턴 D.C.에서 사법시험을 통과했다. 그 해 10월부터 미국 국무부에서 외교관으로 일하기 시작했고, 당시 미국의 대통령 율리시스 S. 그랜트가 스티븐스를 주일 미국 공사관 서기관으로 임명해 공사 존 빙엄 아래에서 비서로 일했다. 스티븐스는 라틴어와 그리스어, 프랑스어, 독일어를 공부했었는데, 새로운 언어를 익힐 생각으로 새 직장을 받아들였다. 스티븐스는 공사관에 있는 직원 세 명 가운데 한 명이었는데, 1883년 7월까지 서기관으로 있었고 1878년부터 1879년까지는 자리를 비운 빙엄을 대신해 임시대리공사로 있었다. 서기관직을 사임한 뒤에는 미국으로 돌아갔다.

## 일본 외무성 시절
1883년 11월 스티븐스는 전임 상관 빙엄이 일본 정부에 행사하던 영향력을 바탕으로 워싱턴 D.C.의 주미 일본 공사관에 영어 전문 촉탁으로 채용돼 일본을 위해 일하기 시작했다. 1884년에 스티븐스는 근무지를 도쿄의 일본 외무성으로 옮겼다. 1884년과 1885년 겨울에 스티븐스는 일본의 외무대신 이노우에 가오루를 따라 조선에 들어와 한성조약 협상을 보조했고, 그 공로로 메이지 천황은 스티븐스에게 훈삼등 욱일중수장을 수여했다. 스티븐스는 1885년부터 1887년까지 열렸던 도쿄 회의에서 의전실에서 일하며 일본이 서양 나라들과 맺은 불평등 조약을 개정하는 데 일조한 뒤 명예 공사관 고문 직위로 워싱턴 D.C.에 돌아가 당시 주미 일본 공사 무쓰 무네미쓰 아래에서 일했다. 이 시기에 스티븐스는 일본이 멕시코와 수호통상조약을 맺는 것을 보조했는데, 이 조약은 일본이 독립국으로서 주권을 행사할 권리를 온전히 인정한 첫 조약이었다.
청일 전쟁이 일어나자 스티븐스는 곧 잡지 《노스아메리칸 리뷰》에 기고문을 올리고 청나라의 썩은 보수주의가 조선의 발전을 막고 있으며, 청나라가 조선에 행사하는 영향력을 줄이고 대신 일본의 영향력을 키우면 조선에서 사회적 및 경제적 개혁이 일어날 것이라고 주장하며 전쟁을 정당화하려 했다. 스티븐스는 전쟁 도중에 보여준 공로로 훈이등 서보장을 받았다. 스티븐스는 1901년과 1902년에 일본을 대표해 하와이 준주를 방문했으며, 그 뒤로 일본 정부로부터 훈이등 욱일중광장과 1904년 10월에 훈일등 서보장을 받았다.

## 대한제국 고문 시절
주한 미국 공사 호러스 뉴턴 알렌은 1901년에 스티븐스를 외부 고문으로 추천했고, 1904년 8월 22일에 제1차 한일 협약이 맺어진 뒤 일본 정부는 알렌의 추천을 근거로 대한제국 정부에 스티븐스를 외부 고문으로 임명하도록 요구했다. 스티븐스는 그해 11월에 외부 고문으로 임명돼 통감 이토 히로부미로부터 당시 미국에서 일던 반일 정서를 달래고 일본이 대한제국을 지배하는 것이 정당하다는 주장을 알리는 임무를 맡았다. 또한 일본 정부는 스티븐스에게 외교상 중요한 안건은 모두 주한 일본 공사와 협의해 처리하고, 대한제국의 외교상 중요 사항은 감추지 말고 신속하게 일본 공사에게 알릴 것 등을 요구했다. 알렌은 또한 한국인들의 하와이 이주에 관심이 있던 하와이 설탕 농장주 협회 회장 F. M. 스완지에게 스티븐스를 추천했다. 일본 정부는 스티븐스가 한국인들의 하와이 이주를 막으려는 일본 정부의 정책을 지지해 줄 것을 바랐지만, 스티븐스는 한국인들의 하와이 이주를 처음에는 긍정적으로 생각했다. 스완지는 1905년 중반에 도쿄에서 스티븐스와 몇 차례 만나 이야기를 나누었지만 스완지의 노력은 실패했다. 이후 그해 후반에 스티븐스는 일본에게 위협을 가하거나 일본의 위엄에 영향을 주지 않는 방법으로 이루어질 수 있다면, 일본은 미국이 일본인 이민자들의 입국을 제한하는 법률을 받아들일 것이고 일본인들의 하와이 이주를 막는 것 또한 찬성할 것이라는 입장문을 발표했고, 대신 일본 정부는 이민자들을 한반도나 만주 지역에 정착시키는 것을 바랐다고 밝혔다.
1906년 초 스티븐스는 통감부 농상공무총장 기우치 주시로와 일본이 대한제국을 병합하는 데 얼마나 걸릴지를 두고 내기를 했는데, 기우치는 3년을 예상했고 스티븐스는 5년을 예상했다.

## 암살
스티븐스는 1908년 3월에 워싱턴 D.C.에 있는 가족을 만나고 뉴저지주 애틀랜틱시티에 있던 누이 소유의 전원 주택에서 누이들과 함께 휴가를 보내기 위해 미국으로 돌아갔다. 스티븐스는 3월 21일에 니혼마루(日本丸)호를 타고 미국에 도착한 뒤 가진 《샌프란시스코 크로니클》과의 인터뷰에서 대한제국은 독립국이 될 정도가 아니라고 말하며 다음과 같이 덧붙였다.
| “ | 일본이 대한제국을 보호한 뒤로 대한제국에 유익한 일이 많으므로 근래 한일 양국 사람들 사이에 교제가 친밀하며 일본이 대한제국 백성을 다스리는 법이 미국이 필리핀을 다스리는 것과 같고, 대한제국에 새 정부가 조직된 뒤로 정계에 참여하지 못한 자가 일본을 반대하나 농민들과 백성은 전일 정부의 학대와 같은 학대를 받지 아니하므로 농민들은 일본인을 환영한다. | ” |

이 발언은 대동보국회와 공립협회 등 항일 단체 회원들 사이에서 분노를 일으켰고, 회원들 사이에서 무엇인가를 해야 한다는 공감대가 형성됐다. 1908년 3월 22일에 공립협회와 각 단체가 회의를 열고 대책을 논의한 끝에 최정익과 문양목, 정재관, 이학현을 스티븐스가 묵고 있던 페어몬트 호텔로 보냈고, 이들은 스티븐스에게 대한제국에 관한 신문 기사를 정정하라고 요구했지만 스티븐스는 다음과 같이 말했다.
| “ | 대한제국은 황제가 어리석어 생각이 어둡고, 정부 관리들이 백성을 학대하며 재산을 탈취하므로 백성의 원망이 심하다. 그리고 백성이 어리석어서 독립할 자격이 없으니 일본의 보호가 아니면 러시아에게 빼앗길 것이다. | ” |

이에 격분한 네 명은 스티븐스를 의자로 때려 쓰러뜨린 뒤 대리석 바닥에 머리를 내려쳤다. 스티븐스는 벽을 등진 채 남이 도와주러 오기를 기다렸다. 이후 스티븐스를 습격한 네 명 가운데 한 명은 "스티븐스에게 무언가를 더 하지 못해 우리 모두가 매우 유감일 뿐이다."라고 밝혔다. 이날 저녁 재미한인들은 공동회를 열고 대책을 마련하고자 했고, 이 자리에 참석한 전명운과 장인환은 스티븐스를 암살하겠다며 나섰다.
3월 23일 스티븐스는 오클랜드에 가서 기차를 타려고 샌프란시스코 항구에서 연락선을 기다리고 있었는데, 전명운이 스티븐스에게 리볼버를 쐈지만 실패했고 대신 스티븐스에게 달려들어 권총 자루로 얼굴을 때렸지만 곧 스티븐스에게 제압당했다. 역시 스티븐스를 암살할 기회를 노리고 있던 장인환은 두 사람이 격투하는 모습을 보고 권총 세 발을 쐈는데, 스티븐스가 등에 두 발을 맞고 전명운이 한 발을 맞았다. 그 사이에 모인 군중들은 전명운과 장인환을 그 자리에서 린치해야 한다고 나섰다. 장인환은 살인 혐의로 체포돼 보석 없이 구금됐으며, 전명운은 병원에서 치료를 받다가 살인 방조 혐의로 체포됐다. 이후 전명운과 장인환은 신문사와의 인터뷰에서 스티븐스를 '한국의 배신자'라고 일컬으며 그의 계획으로 수천 명이 목숨을 잃었다고 말했고, 암살과 관련해 사과하지 않았다.
스티븐스가 맞은 총알 가운데 한 발은 허파를 관통했고 한 발은 서혜부에 박혔다. 스티븐스는 세인트프랜시스 병원으로 옮겨졌는데, 처음에 의사들은 스티븐스가 회복할 수 있을 것이라고 생각했고 습격 당일에 양호한 상태로 언론들과 인터뷰를 하면서 "해당 습격은 분명히 샌프란시스코 안팎에서 활동하는 작은 학생 운동가 집단이 일으킨 일이며 이들은 일본이 대한제국을 보호국으로 만든 것을 몹시 분하게 여기고 있고, 대한제국이 그렇게 된 데에는 내가 어느 정도 책임이 있다고 믿는다."라고 밝히기도 했다. 그러나 3월 25일 아침 스티븐스의 상태가 나빠지기 시작했고, 상처의 염증을 본 의사들은 스티븐스를 마취한 뒤 저녁 6시에 수술을 시작했는데 스티븐스는 의식을 되찾지 못했고 저녁 11시가 조금 지나 사망했다. 사망할 당시 그의 곁에는 일본 영사 초조 고이케가 있었다. 스티븐스의 장례식은 워싱턴 D.C.의 세인트존스 성공회 성당에서 있었고, 미국의 국무장관 엘리후 루트가 상여를 멘 가운데 워싱턴 D.C.에 묻혔다.

### 암살 이후
스티븐스의 암살 소식은 스티븐스를 잘 알고 있던 일본 외교계와 대한제국의 미국인 선교사들 가운데에서 슬픈 소식으로 전해졌다. 당시 주일 미국 대사였던 토머스 J. 오브라이언은 모두가 매우 슬퍼하고 있으며 스티븐스는 참되고 유능한 벗이었다고 말했다. 예일 대학교 교수 조지 트럼벌 래드는 《뉴욕 타임스》의 독자 기고란에 기고문을 올리고 스티븐스의 암살이 비열하고 몹시 악랄하며 한국인들은 잔혹한 민족이라고 비난했고, 스티븐스의 암살을 대한제국에서 있었던 미국인 선교사 조지 허버 존스 암살 미수 등과 비교하면서 대한제국에서 정치적 암살은 동떨어져 있거나 특이한 사건이 아니라고 결론지으며 해당 사건은 한국인들의 성격과 한국에서 자치를 하는 법을 바르게 예측하는 데 유익한 교훈을 제공했다고 말했다.
전명운과 장인환은 각각 스티븐스 살인과 관련해 재판을 받았는데 두 사람이 암살을 공모했다는 증거는 충분하지 않았고 전명운은 곧 무혐의로 풀려났다. 한인 단체들은 장인환을 변호하고자 변호사 세 명을 선임했고, 그 가운데 한 명인 네이선 코플런은 보수를 받지 않고 변호하기로 동의했다. 코플런은 재판에서 아르투어 쇼펜하우어의 애국적 정신병 이론을 근거로 들어 장인환은 일종의 정신 질환 상태였기 때문에 무죄라고 주장했다. 장인환은 1908년 12월 23일에 2급 살인죄를 선고받았다.
스티븐스의 암살을 계기로 재미한인 사회에서 여러 단체들의 통합 운동이 활발하게 일어났고, 그 결과 샌프란시스코의 공립협회와 하와이의 한인합성협회가 통합돼 1909년 2월 국민회로 발전했고, 1910년 2월에 대한인국민회가 대동보국회와 결합해 대한인국민회로 발전했다.

## 참고 자료
- 김도형. (2008). 전명운의 생애와 스티븐스 처단의거. 한국독립운동사연구, 31. pp. 241–279
- Dudden, A. (2004). Japan's Colonization of Korea: Discourse and Power. University of Hawaii Press.
- Shavit, D. (1990). The United States in Asia: A Historical Dictionary. Greenwood Press.
- Prominent Americans interested in Japan and prominent Japanese in America. (1903).
- Hammersmith, J. L. (1998). Spoilsmen in a "Flowery Fairyland": The Development of the U.S. Legation in Japan, 1859-1906. Kent State University Press.

## 같이 보기
- 메가타 다네타로
- 제1차 한일협약
- 고문정치
- 장인환
- 전명운